# Sakura Mori
Sakura Mori (Japans: 森さくら; Osaka, 17 april 1996) is een Japans professioneel tafeltennisster. Zij is rechtshandig en gebruikt de shakehandgrip.

## Belangrijkste resultaten
- Zilver met het team op de wereldkampioenschappen 2014.